# Cytheropteron lordi
Cytheropteron lordi är en kräftdjursart som beskrevs av Brouwers 1994. Cytheropteron lordi ingår i släktet Cytheropteron och familjen Cytheruridae. Inga underarter finns listade i Catalogue of Life.